# Quinzena esmena de la Constitució dels Estats Units

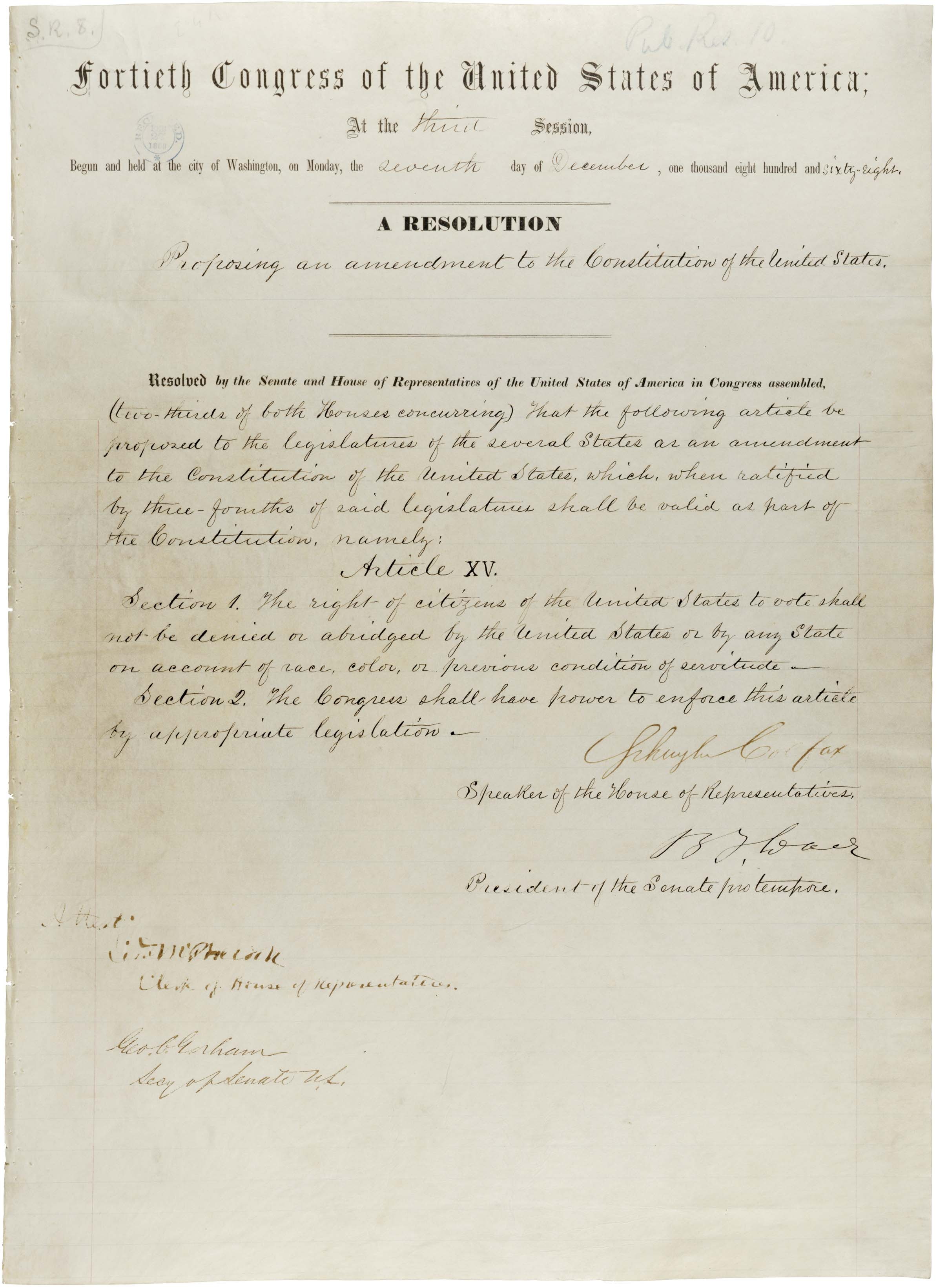
Esmena XV a l'Administració Nacional d'Arxius i Registres

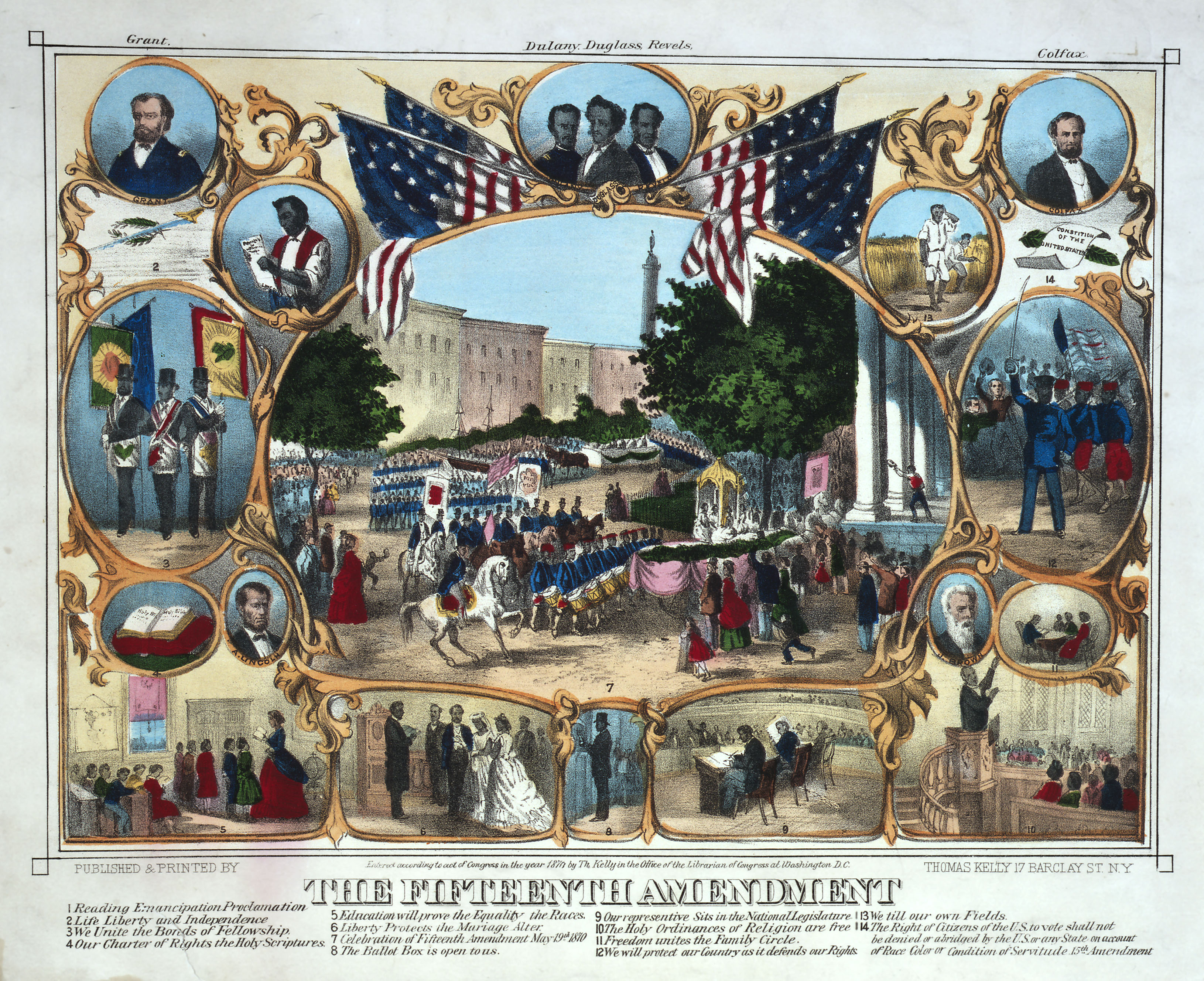
Celebració el 1870 de la Quinzena esmena com a garantia dels drets dels afroamericans

La Quinzena esmena (en anglès Fifteenth Amendment) de la Constitució dels Estats Units estableix que els governs dels Estats Units no poden impedir a un ciutadà votar per motiu de la seva ètnia, color o condició anterior de servitud (esclavitud). Va ser ratificada el 3 de febrer del 1870.

## Text
El text de la Quinzena esmena a la Constitució dels Estats Units diu així:
| « | (català) Secció 1. El dret dels ciutadans dels Estats Units a votar no serà negat o disminuït pels Estats Units o per qualsevol estat a causa d'ètnia, color, o condició anterior de servitud. Secció 2. el Congrés tindrà el poder de fer complir aquest article mitjançant l'adequada legislació. | (anglès) Section 1. The right of citizens of the United States to vote shall not be denied or abridged by the United States or by any State on account of race. Section 2. The Congress shall have power to enforce this article by appropriate legislation. | » |

## Interpretació i història
La Quinzena esmena (1870) és una de les esmenes posteriors a la Guerra Civil, conegudes com les esmenes de reconstrucció. Aquesta esmena prohibeix als estats o al govern federal usar l'ètnia d'un ciutadà, el color, o l'estat anterior com a esclau com una restricció per al vot. El seu objectiu bàsic era concedir el dret de votar a antics esclaus. La primera persona a votar sota les estipulacions de l'esmena va ser Thomas Mundy Peterson, que va emetre el seu vot en una elecció al consell escolar a Perth Amboy, realitzada el 4 de febrer del 1870, l'endemà que la Quinzena esmena fos ratificada. Però no va ser realment fins a la Llei de Drets de Vot el 1965, gairebé un segle més tard, que la promesa plena de la Quinzena esmena va ser aconseguida de fet en tots els estats.
Després del pas a una base per capita i absoluta, més negres van ser triats per a càrrecs polítics durant el període del 1865 fins al 1880 que en qualsevol altra època de la història americana. Encara que cap estat triés un governador negre durant la reconstrucció, diverses legislatures estatals estaven efectivament sota el control d'un substancial nombre de votants afroamericans. Aquestes legislatures van portar programes que són considerats actualment part de l'haver del govern, però llavors eren radicals, com l'educació pública universal. També van fer a un costat totes les lleis amb prejudicis racials, fins i tot aquelles que prohibien el matrimoni interracial (anomenades lleis d'antimestissatge).
Malgrat els "esforços" de grups com el Ku Klux Klan per intimidar votants negres i republicans blancs, la garantia de suport federal als governs del Sud democràticament triats va significar que la major part de votants republicans podrien votar i mantenir la regla de la confidencialitat. Per exemple, quan una munió blanca va intentar assumir el govern interracial de Nova Orleans, el president Ulysses S. Grant va enviar tropes federals per restaurar l'alcalde electe.
No obstant això, després de l'ajustada elecció de Rutherford Birchard Hayes, a fi d'apaivagar el Sud, va consentir a retirar les tropes federals. També va passar per alt la violència en les votacions en el Deep South malgrat diverses temptatives dels republicans per aprovar lleis que asseguressin els drets dels votants negres i castigar la intimidació. Com a mostra de la desgana del Congrés de prendre qualsevol acció en aquesta època, fins a un projecte de llei que hauria requerit que incidents de violència només en centres electorals fossin fets públics, no va poder ser aprovat. Sense les restriccions, la violència en els llocs de votació contra negres i republicans va augmentar, fins i tot amb casos d'assassinat. La major part d'aquests fets succeïen sense cap interferència per part de les forces de la llei, i sovint fins amb la seva cooperació.
Abans de la dècada del 1890, molts estats del Sud tenien rigoroses lleis de qualificació de votants, fins i tot proves d'alfabetisme i impostos. Alguns estats, fins i tot, van fer difícil de trobar un lloc per registrar-se per votar.

## Proposta i ratificació
El Congrés va proposar la Quinzena esmena el 26 de febrer del 1869. Els estats següents van ratificar l'esmena:
1. Nevada (1 de març de 1869)
2. Virgínia Occidental (3 de març de 1869)
3. Illinois (5 de març de 1869)
4. Louisiana (5 de març de 1869)
5. Míchigan (5 de març de 1869)
6. Carolina del Nord (5 de març de 1869)
7. Wisconsin (5 de març de 1869)
8. Maine (11 de març de 1869)
9. Massachusetts (12 de març de 1869)
10. Arkansas (15 de març de 1869)
11. Carolina del Sud (15 de març de 1869)
12. Pennsilvània (25 de març de 1869)
13. Nova York (14 d'abril de 1869, rescindit el 5 de gener de 1870, rescindida la rescissió el 30 de març de 1970)
14. Indiana (14 de maig de 1869)
15. Connecticut (19 de maig de 1869)
16. Florida (14 de juny de 1869)
17. Nou Hampshire (1 de juliol de 1869)
18. Virgínia (8 d'octubre de 1869)
19. Vermont (20 d'octubre de 1869)
20. Alabama (16 de novembre de 1869)
21. Missouri (7 de gener de 1870)
22. Minnesota (13 de gener de 1870)
23. Mississipi (17 de gener de 1870)
24. Rhode Island (18 de gener de 1870)
25. Kansas (19 de gener de 1870)
26. Ohio (27 de gener de 1870, després d'haver-la rebutjat el 30 d'abril de 1869)
27. Geòrgia (2 de febrer de 1870)
28. Iowa (3 de febrer de 1870)
29. Nebraska (17 de febrer de 1870)
30. Texas (18 de febrer de 1870)
31. Nova Jersey (15 de febrer de 1871, després d'haver-la rebutjat el 7 de febrer de 1871)
32. Delaware (12 de febrer de 1901, després d'haver-la rebutjat el 18 de març de 1869)
33. Oregon (24 de febrer de 1959)
34. Califòrnia (3 d'abril de 1962, després d'haver-la rebutjat el 28 de gener de 1870)
35. Maryland (7 de maig de 1973, després d'haver-la rebutjat el 26 de febrer de 1870)
36. Kentucky (18 de març de 1976, després d'haver-la rebutjat el 12 de març de 1869)
37. Tennessee (2 d'abril de 1997, després d'haver-la rebutjat el 16 de novembre de 1869)